# 札幌東陵高校吹奏楽部自殺事件
札幌東陵高校吹奏楽部自殺事件（さっぽろとうりょうこうこうすいそうがくぶじさつじけん）は、日本で起きた自殺事件。

## 概要
2013年（平成25年）3月3日に、北海道札幌東陵高等学校に通う16歳の生徒が、地下鉄の電車にはねられて自殺した。自殺の前日には母と姉に吹奏楽部の顧問から受けた指導について話し、遺書のようなメモや友人へのメールを残していた。

### 自殺まで
2013年1月末に自殺することとなる生徒は、他の吹奏楽部の部員とメールに関するトラブルを起こしていた。この際に吹奏楽部の顧問は自殺することになる生徒のみを指導対象として、連絡網以外のメールを送ることを禁止した。他の部員には自殺することとなる生徒と関わらないように指示した。
同年2月に別の問題が起き、それに対して顧問は自殺することとなる生徒が嘘を吹聴したと決め付けて、自殺することとなる前日に指導をすることにした。そこでは他の部員を立ち合わせて事実確認をせずに叱責し、誰とも喋らず行事にも参加しないように言って退部を迫った。連絡網の返信もしないようにも言った。
自殺することとなる生徒にとっての大切な人とのつながりは吹奏楽部であった。自殺することとなった生徒と仲の良かった部員は、顧問から連絡をしたり会ったりしていないか確認されていた。

### 自殺から
自殺してから学校では吹奏楽部の部員に対するアンケートを行ったが、遺族の母親にはアンケートの結果を開示していなかった。このため母親はアンケートの結果の開示を求める申し立てを行っていた。2017年（平成29年）7月19日に札幌地方裁判所は、部員25人のアンケートの提出を命じる。2014年（平成26年）5月にアンケートの一部が開示されていたが、15人分のみであった。アンケートは原本を確認することが重要であるため原本の開示請求したが、同年10月に、アンケートは不存在で廃棄処分済みとして開示されなかった。9月には教頭は弁護士にアンケートは全てあると回答していた。教頭はアンケートの原本を廃棄したのは、転記したからと回答。アンケートは公文書として5年間の保存義務があるのだが、これに対して教頭は認識していなかったと回答。
2020年（令和2年）11月13日に札幌高等裁判所でこの事件の判決が下される。そこでは、自殺前日の指導は教育的効果を発揮するどころか生徒を混乱させることとなり、自殺の契機となったということが認められた。アンケートの原本を廃棄したことは違法であったということが認められた。